# (9827) 1958 TL1
A (9827) 1958 TL1 a Naprendszer kisbolygóövében található aszteroida. A Lowell Csillagvizsgálóban fedezték fel 1958. október 8-án.